# Yngsjömordet

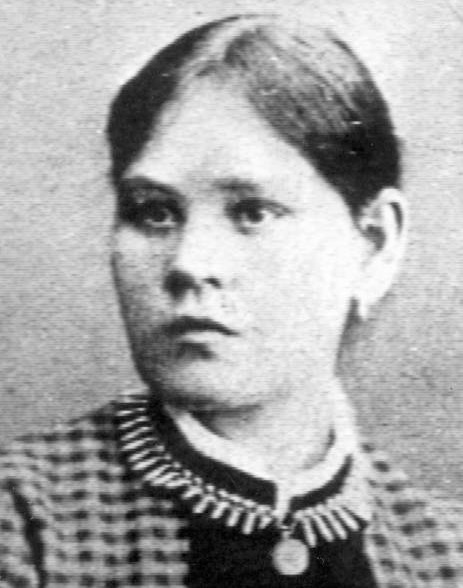
Den mördade Hanna Johansdotter.

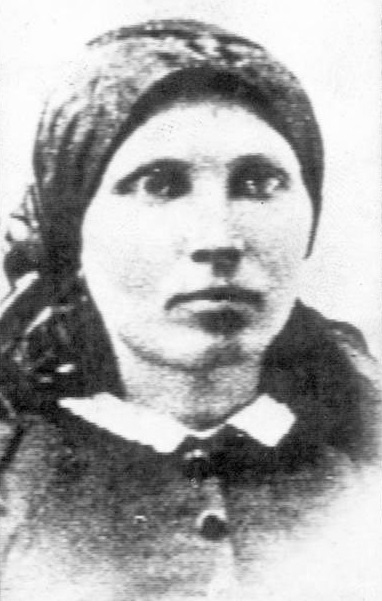
Modern, Anna Månsdotter.

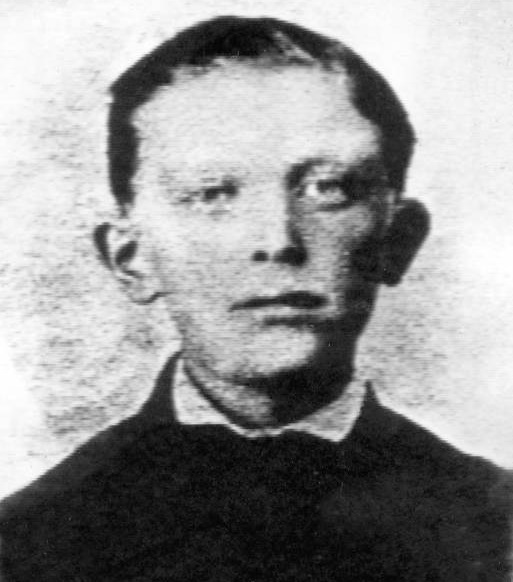
Sonen, Per Nilsson.

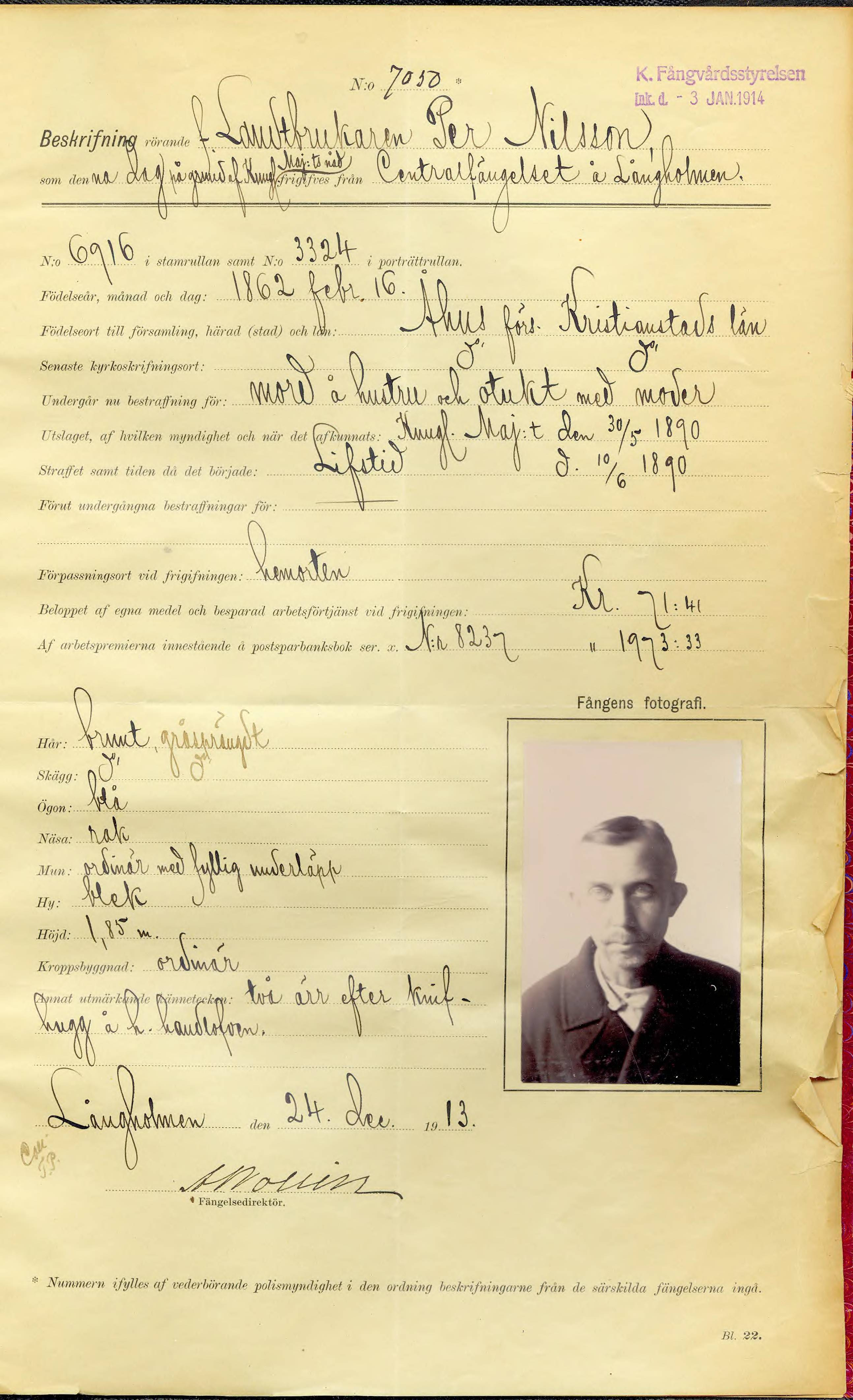
Per Nilssons fängelseprotokoll vid frigivning.

Yngsjömordet kallas ett mord som begicks 28 mars 1889 i Yngsjö by söder om Åhus i östra Skåne. Hanna Johansdotter (född 13 mars 1867, död 28 mars 1889) mördades av sin make, hemmansägare Per Nilsson (1862–1918) och hans mor Anna Månsdotter (1841–1890). Båda dömdes till döden sedan de erkänt brottet. Mordet uppmärksammades inte bara för gärningen i sig, utan också för att det vid domstolsförhandlingen framkom att modern utsatt sonen för incest, vilket ledde till att han benådades från dödsstraff. Anna Månsdotter avrättades i Länsfängelset i Kristianstad den 7 augusti 1890, som den sista kvinnan som avrättats i Sverige. Skarprättare var Anders Gustaf Dahlman. Sedan de sexuella övergrepp Per Nilsson utsatts för under barndomen blivit mer allmänt kända, benådade kungen honom från avrättning och omvandlade straffet till livstids straffarbete. Nilsson frigavs 1913 och avled 1918.

## Mordet
Annas make avled 23 juni 1883, då Per var 21 år. Några år efter det bestämde Anna Månsdotter att det var dags för sonen att skaffa sig en fru och ta över släktgården. Hennes avsikt med det tros ha varit en önskan att skydda sig själv och Per mot ryktet om deras sexuella förhållande i socknen. Hon önskade också en arvinge till gården. 
Per Nilsson gifte sig med Hanna Johansdotter i november 1888. Hanna flyttade till Pers gård medan Pers mor Anna skulle flytta till sin egen mor. Anna Månsdotter, som var 47 år vid tiden för händelsen, kunde dock inte finna sig i att någon mer än hon själv älskade sonen och hon vägrade i praktiken att flytta från gården. Hon såg sonen Per som sin "man" och behandlade sonhustrun som en inkräktare. Pers och Hannas äktenskap var olyckligt och Hanna bad sin far, häradsdomaren och kyrkvärden i Brösarp Johan Olsson (1832–1895), om hjälp att lösa problemet med att Pers mor fortfarande bodde kvar på gården. Varje försök från den unga kvinnan att få hjälp avvisades dock och hon återvände till sin make.
Det fastställdes aldrig hur mor och son samarbetat eller planerat mordet på Hanna då Per och Anna under utredningens gång gett olika svar. Troligen hade Hanna sett Per tillsammans med sin mor i en onaturlig situation och insett deras förhållande. Den svartsjuka Anna hade redan från start inte stått ut med Hannas närvaro och ett avslöjande om hur allt låg till på gården skulle bli förenat med stor skam och det var en trolig orsak till att till sist utföra mordet. 
Per och Anna berättade att de hade slagit Hanna medvetslös med ett vedträ och att Anna sedan strypt henne. För att dölja mordet hade de sedan klätt om hennes kropp och kastat henne nedför källartrappan i ett försök att få det att se ut som en olycka. Den historien gick dock inte att bevisa och Per erkände mordet strax efter utredningens slut.
Hanna Johansdotter har sin gravsten på Brösarps kyrkogård, (grav 43 i kvarter C), på Österlen och inskriptionen lyder:
| ” | DEN ARMA QVINNANS BÖNER OCH TÅRAR RÖRDE DEM ALLS INTET | „ |

Hennes föräldrar, Hanna Andersson och Johan Olsson, begravdes sedan tillsammans med henne.

## Domarna

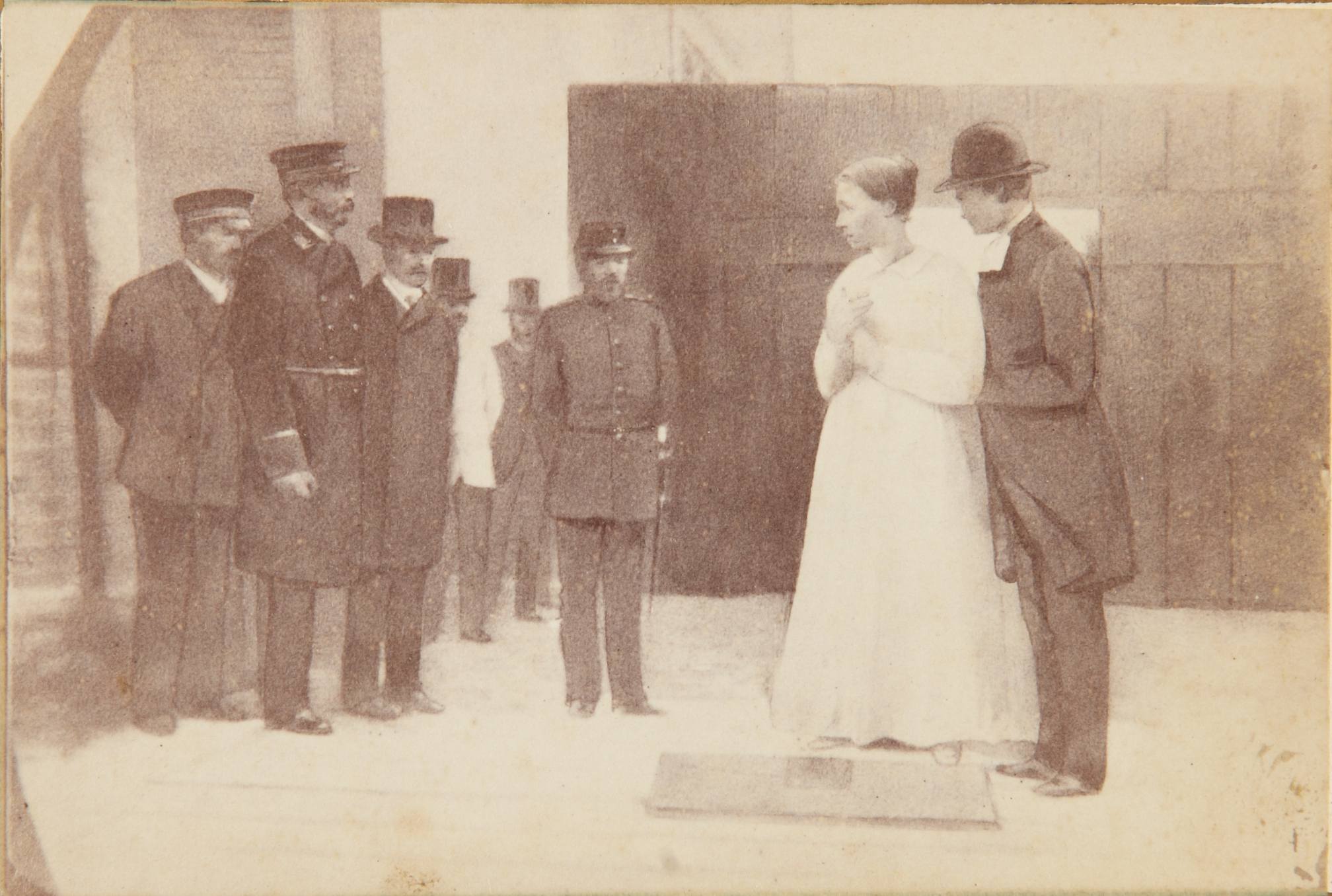
Anna Månsdotter vid schavotten. Skarprättaren Anders Gustaf Dahlman är mannen längst till vänster, med ena armen bakom ryggen. Han blev Sveriges siste skarprättare.

- Per dömdes av häradsrätten till döden för mord på sin hustru. Anna Månsdotter frikändes av häradsrätten men dömdes till döden av nämndemännen som alltså röstade ned domaren.
- I en andra prövning i häradsrätten dömdes Per för sedlighetsbrott till straffarbete i två år och nio månader och för mordet till straffarbete i sex månader. Detta avrundades till tre år jämnt. Månsdotter dömdes till livstids fängelse för sedlighetsbrott och till döden för mordet.
- I en tredje prövning i häradsrätten skärptes Pers straff för sedlighetsbrott till fyra års fängelse och för mord till dödsstraff. Anna Månsdotters straff fastställdes.
- Lagen vid den tiden sade att dödsstraff alltid skulle fastställas av högre instans, vilket också skedde.

Både Per och Anna begärde därefter nåd från dödsstraffet och Per fick sitt straff omvandlat till livstids fängelse. Annas dödsstraff kvarstod dock.

## Filmer och böcker
Yngsjömordet har intresserat författare och filmproducenter, till exempel Gustaf af Geijerstam (Nils Tufvesson och hans moder, 1902). Det har bland annat ställts frågan om mor och son tillsammans utförde mordet eller om modern ensam utförde det. 1966 gjordes en film om mordet, med titeln Yngsjömordet. I den spelade bland andra Gösta Ekman (som Per Nilsson), Gunnel Lindblom (som Anna Månsdotter) och Christina Schollin (som Hanna Johansdotter). För regin stod Arne Mattsson. 1986 gjordes en ny version (Yngsjömordet) av filmen i TV-serien Skånska mord; denna gång i regi av Richard Hobert. Denna gång med Mimmo Wåhlander och Christian Fex i huvudrollerna. 2013 publicerades den skönlitterära boken Djävulen hjälpte mig skriven av Caroline Eriksson.

## Musikdramatik och teater
Östgötateatern satte i Linköping 1986 upp pjäsen 'Yngsjömordet' av Hanna Olsson och Bertil Arlmark, som byggde på Hanna Olssons bok från 1984 Skulden: modern, sonen och hustrun i Yngsjödramat. Roland Klockare stod för regin. Samma år skrevs också operan Anna Månsdotter,  ett musikdrama om Yngsjömordet av Stellan Sagvik, som i sin librettobearbetning använde delar av Olsson/Arlmarks pjäs. Operan skulle satts upp av Stora Teatern i Göteborg 1991, men på grund av chefsbyte blev det aldrig verklighet.
1997 spelade Teater Nostra Frans van Hals dramatisering av Yngsjömordet i Yngsjö Teaterloge. 6000 biljetter såldes till 28 föreställningar. Sommaren 2002 planerades 35 föreställningar i Teaterlogen, belägen i dramats ursprungsby Yngsjö, men avslag på bidragsansökan från kommunen gjorde att satsningen ställdes in.